# Plesiopiuka
Plesiopiuka Ruiz, 2010 è un genere di ragni appartenente alla famiglia Salticidae.

## Distribuzione
L'unica specie oggi nota di questo genere è stata rinvenuta in Brasile, nello Stato di Amazonas.

## Tassonomia
A giugno 2011, si compone di una specie:
- Plesiopiuka simplex Ruiz, 2010[2] - Brasile